# Курилово (Курбское сельское поселение)
Курилово — деревня в Ярославском районе Ярославской области. Входит в состав Курбского сельского поселения.

## География
Находится в восточной части Ярославской области на расстоянии приблизительно 12 км на запад-юго-запад по прямой от вокзала станции Ярославль Главный на левом берегу реки Которосль.

## История
Деревня была отмечена еще на карте 1798 года. В 1859 году здесь (деревня Ярославского уезда Ярославской губернии) было учтено 20 дворов, в 1898 — 22.

## Население
Численность населения: 127 человек (1859 год), 1 (русские 100 %) в 2002 году, 2 в 2010.